# Mortadela (öknamn)
Mortadela, eller pão com mortadela (bröd med mortadella), är en nedsättande brasiliansk benämning som används för att beskriva arbetarpartiets anhängare och människor med vänsterideologier i allmänhet. Denna term har sitt ursprung på grund av det billiga bröd-och-mortadella-mellanmålet som delades ut till arbetarpartiets-militanter när de deltog i rörelser organiserade av partiet.

## Termens ursprung
Efter impopulära anpassningar av skattereglerna och socialförsäkringsreglerna strax efter hennes omval för en andra period, fick Dilma Rousseff ett kraftigt fall i popularitet och nådde endast 9% gillande.
När Operação Lava Jato genomfördes, som undersökte flera politiker kopplade till arbetarpartiet, resulterade det i folkmissnöje på gatorna. Då erbjöd arrangörerna av pro-Dilma Rousseff-demonstrationerna snacks (vanligtvis bröd med mortadella) och en kontant summa mellan R$ 35,00 och R$ 50,00 (35-50 reais) till hemmafruar och arbetslösa för att delta i protesterna och öka volymen på gatorna, faktum som ifrågasatte rörelsens legitimitet.